# Ermita del Calvario (Figueroles)
La ermita del Calvario de Figueroles, es un lugar de culto ubicado a las afueras del núcleo poblacional de Figueroles, en el conocido como Camino del Calvario. Junto con el calvario forma un con junto de cierta originalidad y buen estado de conservación.
La ermita está catalogada como Bien de Relevancia Local, según la Disposición Adicional Quinta de la Ley 5/2007, de 9 de febrero, de la Generalitat, de modificación de la Ley 4/1998, de 11 de junio, del Patrimonio Cultural Valenciano (DOCV Núm. 5.449 / 13/02/2007), presentando como código identificativo el 12.04.060-002.

## Descripción histórico-artística
El calvario, constituido por las catorce estaciones que conforman el Vía Crucis, data de finales del siglo XVII y principios del XVIII, aunque posteriormente ya entrado el siglo XIX (en la segunda mitad), fue objeto de una considerable reforma.
Tanto el calvario como la ermita, así como el recinto del cementerio, se encuentran dentro de un recinto cerrado por una valla de mampostería, con puerta de forja en uno de los lados.
El calvario está compuesto por catorce casalicios en los que se puede ver la correspondiente estación del vía crucis representada en cerámica, destacando los dos últimos casalicios, correspondientes a la decimotercera y decimocuarta estación respectivamente que se construyeron pegadas a la fachada de la ermita.
Por su parte la ermita es un edificio de reducidas dimensiones y paredes blancas y lisas, de planta cuadrangular y techumbre piramidal. La fachada principal presenta como únicos adornos destacables, los mencionados casalicios de las últimas estaciones del vía crucis, con dos faroles sobre ellos a cierta altura. Entre ambas estaciones se abre la puerta de acceso al templo, mediante una puerta adintelada, de dos hojas, las cuales disponen de sendas mirillas para contemplar el Cristo cuando está cerrada. Sobre la puerta dos cuadros cerámicos, uno con la leyenda “HERMITA DEL S.TO CRISTO DEL CALVARIO”, y otra con una representación de la crucifixión.
En el interior de la ermita se puede contemplar una talla de Cristo, réplica de la escultura de finales del siglo XVII, construida en los años 40 por José María Ponsada, al haberse producido la destrucción de la original durante el conflicto bélico del 36.
La fiesta del Santísimo Cristo del Calvario se celebra en Figueroles, desde finales del siglo XVII, cuando se procedió a la construcción de la ermita y la talla de la figura del Cristo, el lunes siguiente al domingo de Pentecostés. Para celebrarla se adornan las calles del pueblo y las vecinas pintan y hacen las labores de mantenimiento del calvario y de su ermita. Entre los actos festivos puede destacarse la procesión del Cristo del Calvario por las calles del municipio, representaciones teatrales, actuaciones de bandas musiclaes, etc.